# Dodonaea ericoides
Dodonaea ericoides Miq. är en kinesträdsväxt.
Dodonaea ericoides ingår i släktet Dodonaea och familjen kinesträdsväxter. 
Inga underarter finns listade i Catalogue of Life.

## Habitat

Västaustralien.

## Etymologi
- Familjenamnet Sapindaceae kommer av latin sapo = tvål p.g.a. att växten innehåller saponin, ett ämne som i vattenlösning skummar som tvållödder.
- Släktnamnet Dodonaea myntat av Philip Miller till ära av den flamländske botanikern Rembert Dodoens.
- Artepitetet ericoides betyder att växten till utseendet liknar familjen Erica.[4] Detta ska inte missförstås som att habitatet är det samma, ty det är inte alls så.